# Chiropetalum boliviense
Chiropetalum boliviense är en törelväxtart som först beskrevs av Johannes Müller Argoviensis, och fick sitt nu gällande namn av Ferdinand Albin Pax och Käthe Hoffmann. Chiropetalum boliviense ingår i släktet Chiropetalum och familjen törelväxter. Inga underarter finns listade i Catalogue of Life.